# El hombre melancólico
El hombre melancólico es una pintura al óleo sobre lienzo descubierta por Javier S. Burgos, un biólogo español, en Ravena, Emilia-Romaña, Italia en 2019. Representa a un hombre medio calvo con el ceño fruncido y mirada triste, vestido con una prenda roja bajo una capa violácea, sugiere prendas monacales; en la época se creía que la melancolía era especialmente común entre los miembros del clero. Tras tres años de investigación, la identificó como una de las obras de Théodore Géricault, pintadas dentro de la serie Las Monomanías (Retratos de locos), realizada entre 1821 y 1824. Compuesta por diez cuadros de similar tamaño y disposición, una figura central de medio busto emergiendo de la sombra, solo se conocían cinco y el resto era muy buscado por los estudiosos del arte siendo este el primero de la serie perdida en ser descubierto; representa a un hombre patológicamente melancólico (actualmente, depresión grave).
Javier S. Burgos localizó en 2022 en Francia la siguiente "monomanía", la resultante de la embriaguez (un demente debido a alcoholismo).